# Croix de cimetière de Gourgé
La croix de cimetière de Gourgé est une croix hosannière, protégé des monuments historiques, situé dans le cimetière de la commune de  Gourgé, dans le département français des Deux-Sèvres.

## Histoire
La croix date vraisemblablement du XIe ou XIIe siècle et était située dans l'ancien cimetière. En 1889, la croix est écroulée. Classée au titre des monuments historiques par arrêté du 16 mars 1890, elle est déplacée et relevée après cette date.

## Description

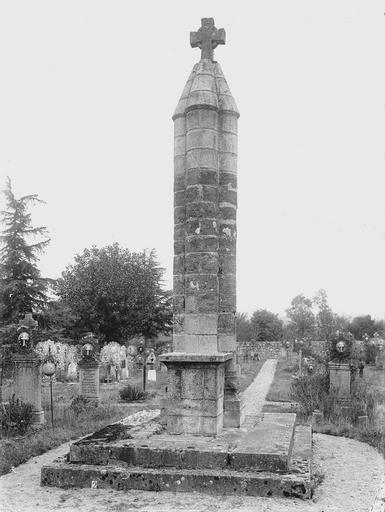
La croix en 1919

Bâtie en granit, la croix est constituée de quatre colonnes soudées entre elles. Elle repose sur un socle rectangulaire constitué de deux marches. Un autel est aménagé sur un des côtés du fut de la croix pour permettre au prêtre d'assurer les bénédictions.